# 丁紳
丁紳（1443年—？），字大章，山西朔州衛人，軍籍，明朝政治人物。進士出身。

## 生平
早年出身國子生，山西鄉試第十四名。成化十四年（1478年）戊戌科會試第□百二十八名，殿試登進士第三甲第二百三十一名。歷官陕西庆阳府知府，弘治十二年（1499年）正月考察去職。

## 家族
曾祖父丁玘。祖父丁剛。父亲丁昱。母梁氏。具慶下。弟繪、繡、綬。娶康氏。